# Julia Romera Yáñez
Julia Romera Yáñez   (Massarró, 5 de març de 1916 - presó de les Corts, 6 de setembre de 1941) fou una anarcosindicalista, militant i activista de la CNT, membre de la UJA (Unió de Joventuts Antifeixistes) i lluitadora de la resistència antifranquista. Va morir a causa de les tortures i la tuberculosi el 6 setembre de 1941 a la Presó de Dones de les Corts.

## Biografia
Julia Romera Yáñez era filla de Matilde Yáñez Pérez i Francisco Romera Rodriguez, miner. El 1918, a conseqüència de l'epidèmia de grip que va delmar la població, van morir els seus pares amb tres dies de diferència. Maria, la seva germana gran, va quedar al càrrec dels avis materns a Cartagena i ella va romandre amb els avis paterns a Mazarrón.
El 1921 la regió murciana estava en plena crisi econòmica; la paralització de les mines, la sequera dels camps i la manca de feina van provocar una emigració massiva cap a zones industrialitzades. La família Romera va decidir emigrar a Santa Coloma de Gramenet (Barcelona) on ja s' havien traslladat dos anys abans Mariana Romera Rodriguez, tia de Júlia, el seu marit, Diego Berruezo Clement, i llurs fills. Van viure al carrer Ciudadela Alta, i després al número 36 de la plaça de la Constitució. En aquells moments Santa Coloma era una petita població eminentment agrícola, amb uns 3000 habitants, que al cap de deu anys, amb l'onada migratòria, arribaven ja als tretze mil. El 1930, amb 14 anys, Julia treballava de teixidora a les Pañolerias Baró (Can Baró), on molts dels obrers estaven afiliats a la CNT.

### Militància anarquista
El 1931, amb l'adveniment de la Segona República Espanyola, es va legalitzar i reorganitzar el sindicat Confederación Nacional del Trabajo (CNT), que havia estat a la clandestinitat durant la Dictadura de Primo de Rivera. Paral·lelament, però amb independència del sindicat, actuaven les Joventuts Llibertàries de Catalunya. El local de reunió, denominat Casa del Pueblo, estava situat a la cantonada del passeig de Llorenç Serra amb l'avinguda de Santa Coloma. S'hi feien conferències, representacions teatrals, editaven una revista i pamflets, també organitzaven excursions, i tenien un programa d'ensenyament nocturn i gratuït, basat en l'Escola Racionalista, adreçat a militants de totes les edats que no disposessin de mitjans per estudiar. Julia s'hi va afiliar cap els anys 1934-35 i aviat va esdevenir una figura destacada i admirada. A partir del juliol de 1936, ja iniciada la guerra civil, la majoria de joves van marxar voluntaris al front i Julia va ser nomenada secretària general, càrrec que va compaginar amb el de tresorera, col·laboradora del Socors Roig, defensa passiva, i responsable de l'edició de la revista Aurora Libre.
L' any 1938 José Berruezo Silvente, familiar de Júlia, i president de la Casa del Pueblo, va ser nomenat alcalde de Santa Coloma, càrrec que va ocupar fins al final de la guerra civil, esdevenint l'últim alcalde republicà.
El 27 de gener del 1939 les tropes marroquines de l'exèrcit franquista, van ocupar Santa Coloma. Molts republicans van marxar a l'exili, però Julia en aquells moments cuidava la seva àvia malalta i malgrat els consells dels seus companys, no va valorar prou les greus conseqüències que li podria reportar la seva militància i es va quedar.

### La resistència i la creació de la UJA
Malgrat l'ocupació, encara no havia finalitzat la guerra i un grup de joves entre 15 i 23 anys, alguns amb experiència militar com ara Epifánio Garcia Múrcia i Joaquim Miquel, van decidir no acceptar la derrota sense fer un últim intent de resistència i van posar en pràctica tàctiques de guerrilla. El grup s'autodenominava UJA (Unió de Joventuts Antifeixistes) La incorporació de la Julia es va produir, segons el sumari, a principis de maig de 1939.

### La repressió
Aviat van ser descoberts i el 30 de maig de 1939 van començar les detencions. Els van trobar en possessió d'una màquina d'escriure, cinc fusells, tres rifles i munició diversa. Julia va ser traslladada a la comandància de la Guàrdia Civil, ubicada a la Masia de Can Coronel, al carrer major de Santa Coloma, on va romandre incomunicada. Durant tres dies fou interrogada, torturada i vexada, sense que n'aconseguissin cap confessió. El 2 de juny, sense poder caminar, desfigurada i amb el ventre inflat per les lesions internes, fou traslladada al teatre Cervantes de Badalona, habilitat com a presó, i posteriorment ingressada com a preventiva a la Presó de Dones de les Corts de Barcelona.

### El consell de guerra
El 2 de gener de 1940 es va celebrar el Consell de guerra en què vint-i-cinc persones (tres d'elles menors d'edat) foren jutjades. El fiscal va demanar per a Julia la pena de mort, però finalment fou condemnada a cadena perpètua.

### La presó de les Corts
Quan Julia va ingressar a la Presó de Dones de les Corts, el cens era de 1400 recluses, el menjar escàs i les condicions de vida deplorables. Va compartir cel·la amb Conxita Vives i l'actriu Maruja Tomàs i Martí.
A finals de l'estiu de 1941, després de patir febres recurrents, el metge de la presó li va diagnosticar una tuberculosi avançada, agreujada per les greus lesions internes que arrossegava arran de les tortures i les pèssimes condicions de vida. Va ser ingressada a la infermeria de la presó i va morir el 6 de setembre a les 10 de la nit, havent rebutjat l'auxili espiritual que li proposava el capellà de la presó. Les companyes de Júlia van recaptar uns quants diners perquè pogués tenir un enterrament digne.

## Memòria històrica i reconeixements
El 2002, com a culminació de les peticions veïnals, es va inaugurar, a Santa Coloma de Gramenet, l'Ateneu popular que porta el nom de Julia Romera Yàñez. Un punt de trobada per a gent inquieta i diversa, interessada en la cooperació, la formació i les reivindicacions ciutadanes. Actualment està ubicat al carrer Sant Ramon, 51, al barri del Fondo.
El 2015 es va programar una exposició i un acte d'homenatge a Julia Romera Yáñez, organitzat pel grup d'història José Berruezo. Hi van participar els conferenciants José Manuel Márquez, Juanjo Gallardo, Rosalia Molina i l'investigador Ángel Sody de Rivas, autor de la biografia Júlia Romera Yáñez, vida y muerte de una luchadora por la libertad (Mazarrón (Múrcia)1916 - Barcelona 1941). El 2017, en el marc de les accions de recuperació de la memòria històrica de Santa Coloma de Gramenet, es va procedir a canviar el nom franquista del passatge de la Victòria, pel de carrer de Julia Romera Yañez. A la placa es pot llegir "Lluitadora per la llibertat".